# Кормо (Об)
Кормо́ (фр. Cormost) — коммуна во Франции, находится в регионе Шампань — Арденны. Департамент — Об. Входит в состав кантона Буйи. Округ коммуны — Труа.
Код INSEE коммуны — 10104.
Коммуна расположена приблизительно в 155 км к юго-востоку от Парижа, в 90 км южнее Шалон-ан-Шампани, в 15 км к югу от Труа.

## Население
Население коммуны на 2008 год составляло 283 человека.
| 1962 | 1968 | 1975 | 1982 | 1990 | 1999 | 2008 |
| ---- | ---- | ---- | ---- | ---- | ---- | ---- |
| 106  | 120  | 139  | 275  | 312  | 262  | 283  |

## Экономика

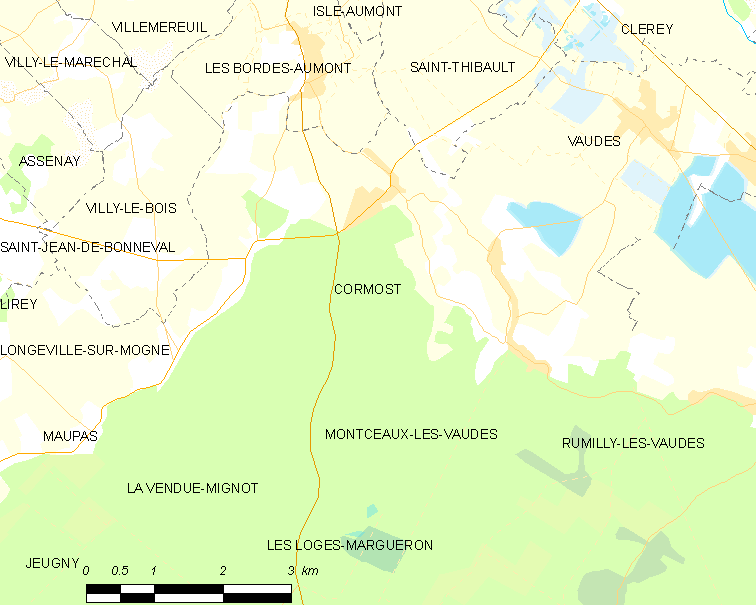
Карта коммуны

В 2007 году среди 188 человек в трудоспособном возрасте (15—64 лет) 147 были экономически активными, 41 — неактивными (показатель активности — 78,2 %, в 1999 году было 73,6 %). Из 147 активных работали 141 человек (80 мужчин и 61 женщина), безработных было 6 (1 мужчина и 5 женщин). Среди 41 неактивных 7 человек были учениками или студентами, 21 — пенсионерами, 13 были неактивными по другим причинам.